# 廢妃金氏
廢妃金氏（?—?），新羅第31代君主神文王金政明的第一任王妃。
金氏是蘇判金欽突之女。665年（文武王五年、唐高宗麟德二年），大王子金政明被立爲太子，納金氏为太子妃。很多年也没有子女。681年（文武王二十一年、唐高宗永隆二年）七月初一，文武王薨，太子金政明繼位，即神文王，金氏被立为王妃。681年（神文王元年、唐高宗永隆二年）八月初八日，蘇判金欽突、波珍湌金興元、大阿湌金真功等謀叛伏誅。金氏被牵连，勒令出宮。神文王又娶金欽運的小女儿爲夫人，即神穆王后。